# Morebilus
Morebilus is een geslacht van spinnen uit de familie van de Trochanteriidae.

## Soorten
- Morebilus blackdown Platnick, 2002
- Morebilus coolah Platnick, 2002
- Morebilus diversus (L. Koch, 1875)
- Morebilus fitton Platnick, 2002
- Morebilus flinders Platnick, 2002
- Morebilus fumosus (L. Koch, 1876)
- Morebilus gammon Platnick, 2002
- Morebilus gramps Platnick, 2002
- Morebilus graytown Platnick, 2002
- Morebilus nipping Platnick, 2002
- Morebilus plagusius (Walckenaer, 1837)
- Morebilus swarbrecki (Dunn & Dunn, 1946)
- Morebilus tambo Platnick, 2002